# محمد محمود بن بيه
محمد محمود بن الشيخ عبد الله بن بيّه (مواليد عام 1959) هو ديبلوماسي وأستاذ في التاريخ ووزير موريتاني يشغل منصب وزير العدل في حكومة الوزير الأول محمد ولد بلال منذ أغسطس 2020 بتكليف من الرئيس الموريتاني محمد ولد الغزواني، وقد سبق له شغل منصب وزير الشؤون الإسلامية في عهد الرئيس الأسبق معاوية ولد سيد احمد الطايع (2003 إلى 2005)، كما تنقّل بعد ذلك بين سفارات البلاد في كل من السعودية و‌إسبانيا و‌تونس و‌سلطنة عمان، مباشرة قبل تسميته وزيرا للعدل عام 2020. وهو الابن البكر للفقيه والعالم الإسلامي البارز والوزير الموريتاني السابق، ومفتي دولة الإمارات الشيخ عبد الله بن بيه.
الدكتور محمد محمود مولود في مدينة تمبدغة، التابعة لولاية ولاية الحوض الشرقي في أقصى الشرق الموريتاني عام 1959، قبل عام واحد من استقلال موريتانيا عن الامبراطورية الفرنسية، وهو بن أسرة تقليدية معروفة بالعلوم الشرعية الإسلامية هي أسرة «أهل بيه»، فعلاوة على القيمة لاعتبارية لوالده الشيخ عبد الله بن بية، أحد أبرز علماء الدين في البلاد على الإطلاق، فإن جده كذلك الشيخ المحفوظ ولد بيه هو أحد أشهر قضاة البلاد وعلمائها في عصره.

## المولد والنشأة
وُلد محمد محمود في مدينة تمبدغة (حاضرة أهله وأجداده)، الواقعة على بعد أكثر من 100 كلم غرب مدينة النعمة؛ عاصمة ولاية الحوض الشرقي الموريتانية (أكثر من ألف كيلومتر شرق العاصمة نواكشوط). نشأ وتربى في حضن والده الشيخ عبد الله بن بيه (مواليد 1935)، وحضن جده الشيخ القاضي المحفوظ ولد بيه (1891–1972)، وهما من أبرز علماء البلد في عصريهما.

التاريخ الرسمي لميلاده في الأوراق الرسمية هو تاريخ اليوم الأخير من عام 1959 (31 ديسمبر 1959)، لكن ذلك التاريخ قد لا يكون دقيقا، إذ أن هناك خللا في الوثائق الموريتانية يعود تاريخه لإحصاء 1998 الشامل جعل تاريخا اعتباطيا لغالبية الموريتانيين هو تاريخ 31 ديسمبر، إذ سُجّل غالبية المواطنين العظمى (أكثر من 95% على الأقل) بهذا التاريخ، دون أن يعني ذلك طبعا صحة ذلك. كما يُلاحظ أن جلّ الوزراء والمسؤولين لهم نفس يوم الميلاد، وقد تسبب الأمر أكثر من مرة في إحداث مشكلة لبعض المواطنين في الخارج بسبب تطابق تاريخ ميلادهم بالضبط.
أنهى تعليمه الجامعي في مدينة مكة المكرمة في المملكة العربية السعودية حيث حصل على الدكتوراه في التاريخ من جامعة أم القرى، وحاضر في جامعة نواكشوط بين عامي 2000 و‌2003.

## المسار المهني والسياسي
بعد أن قضى فترة من الزمن محاضرا في جامعة نواكشوط استلم الأمانة العامة للجنة الوطنية للتربية والثقافة والعلوم بموريتانيا (التابعة لمنظمة الأمم المتحدة للتربية والعلم والثقافة «يونسكو»)، قبل أن توكل إليه وزارة الشؤون الإسلامية (كان اسمها في ذلك الوقت 'وزارة الإرشاد الإسلامي') في حكومة الوزير الأول اصغير ولد مبارك، وذلك في عهد الرئيس الأسبق العقيد معاوية ولد سيد احمد الطايع.

وبعد الانقلاب على هذا الأخير والتغيّرات السياسية الكبيرة التي شهدتها البلاد لاحقا بُعث بن بيه عام 2006 إلى الرياض سفيرا فوق العادة ومفوضا لبلاده لدى المملكة العربية السعودية، واستمر هناك حتى يوليو 2010، حيث انتهت سفارته هناك ووُدّع من طرف النائب الثاني لرئيس مجلس الوزراء وزير الداخلية السعودي آنذاك وأحد أهمّ أمراء المملكة الأمير الراحل نايف بن عبد العزيز آل سعود.

وبعد الرياض بُعث إلى مدريد أيضا سفيرا فوق العادة ومفوضا للبلاد لدى المملكة الإسبانية، وكانت فترة سفارته شاهدة على رفع الحكومة الإسبانية الحظر الذي كانت تفرضه على السياحة في الأراضي الموريتانية عام 2014، بعد سنوات من اعتبار البلاد منطقةَ حظر ممنوعة على السياح الإسبان (منذ 2007)، وذلك بعد تدهور الأوضاع الأمنية في البلاد وتشكيل الجماعات المتشددة تهديدا حقيقيا على الأمن بشكل عام وعلى السياح الأوروبيين بشكل خاص، وإقدامهم على عمليات قتل واختطاف رعايا أوروبيين في مناطق متفرقة من البلاد، منها عملية اختطاف ثلاثة مواطنين إسبانيين نوفمبر 2009 على الطريق الرابط بين مدينتيْ نواكشوط و‌نواذيبو (العاصمتين السياسية والاقتصادية للبلاد). وقد جاء رفع الحظ بعد محاولات حثيثة من السلطات الموريتانية لطمأنة الإسبان على أمنهم في البلاد، عبر إجراءات أمنية لمنع تسلل عناصر هذه التنظيمات إلى داخل البلاد، وحربها على ما يُعرف بالإرهاب.

استمر ولد بيه على رأس السفارة الموريتانية لدى إسبانيا حتى عام 2015، حيث انتقل منها إلى سفارة تونس، وبقي هناك لنحو ثلاث سنوات، حتى عُيّن عام 2018 سفيرا في سلطنة عمان التي استمرّ فيها حتى استُدعي من أجل دخول الحكومة التي كانت في طور الإعداد.

### وزارة العدل

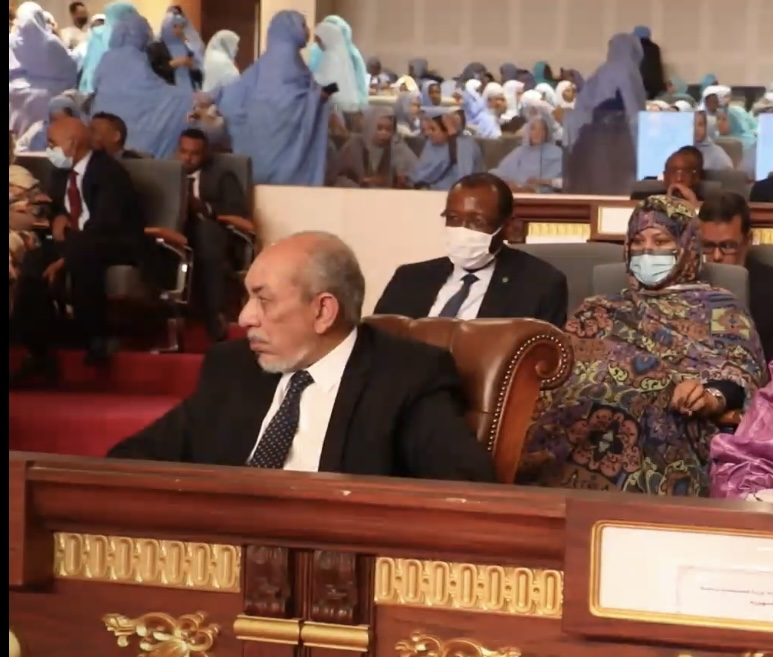
ولد بيه في حفل تخرج دفعة جديدة من طلاب المدرسة الوطنية للإدارة والصحافة والقضاء عام 2022

في أغسطس 2020 استقالت حكومة المهندس إسماعيل ولد الشيخ سيديا بعد إحالة تقرير لجنة تحقيق برلمانية إلى القضاء الموريتاني، للنظر في ملفات فساد شملت ذكر أسماء وزراء في الحكومة (من بينهم اسم ولد الشيخ سيديا نفسه) بجانب عدد من كبار المسؤولين في عهد الرئيس السابق محمد ولد عبد العزيز، ليُكلّف المهندس محمد ولد بلال بتشكيل الحكومة الثانية في عهد الرئيس محمد ولد الغزواني، وقبل يومين من إعلانها استُدعي ولد بيه على وجه السرعة من سلطنة عمان التي كان يتولى سفارتها، وسط تكهنات بدخوله الحكومة الجديدة، وفعلا حينما أعلن عن الحكومة أوكلت مهمة الوزارة السيادية الأهم فيها (وزارة العدل) له.

وخلال عهده في الوزارة قدم للحكومة ثم للبرلمان قانون ازدواجية الجنسية لأول مرة في تاريخ الجمهورية، وبعد المصادقة عليه من مجلس الوزراء قُدّم للجمعية الوطنية (البرلمان) وصادقت عليه ليدخل حيّز التنفيذ تلقائيا، وقد صرّح الوزير بأن لكل موريتاني بدءا من الآن الحرية في أخذ جنسية أي دولة مع بقاء جنسيته الموريتانية، بعدما كان القانون ينص على أنه يفقد جنسيته تلقائيا بمجرد حصوله على جنسية دولة أخرى، مع تذكيره بأن هناك وظائف استثنائية لا يشملها القانون، كرئيس الجمهورية وأعضا الحكومة وجميع الوظائف الانتخابية، فلا يُسمح لهم بالازدواجية.

### قانون حماية الرموز
في يوليو 2021 هدّد الرئيس غزواني باتخاذ إجراءات لمواجهة ما أسماها ظاهرة “استغلال الإنترنت لترويج الشائعات الكاذبة، أو بث الكراهية، وتحريض بعض فئات الشعب على بعضها”، وبعد أسبوع واحد أجاز مجلس الوزراء قانونا عُرف بقانون حماية الرموز الوطنية والدفاع عن شرف المواطن، وبينما نصت مادته الأولى بضبابية على «تجريم ومعاقبة الأفعال المرتكبة عن قصد باستخدام تقنيات الإعلام والاتصال الرقمي ومنصات التواصل الاجتماعي، المرتبطة بالمساس بهيبة الدولة، ورموزها، وبالأمن الوطني، والسلم الأهلي، واللحمة الاجتماعية، والحياة الشخصية، وشرف المواطن»، كانت المادة الثانية أكثر وضوحا وإثارة للجدل، إذ نصت على تجريم المساس بما أسمته «ثوابت ومقدسات الدين الإسلامي، أو بالوحدة الوطنية والحوزة الترابية أو بسب أو إهانة شخص رئيس الجمهورية أو العلم أو النشيد الوطنيين». ونصّ على أن عقوبة مرتكب أحد هذه الجرائم هي السجن من سنتين إلى أربع سنوات وبغرامات مالية من 200 ألف أوقية موريتانية (أكثر 5.5 ألف دولار أمريكي) إلى 500 ألف أوقية (قرابة 14 ألف دولار أمريكي)، وذلك دون المساس بالعقوبات الأشد المقررة في القوانين الأخرى.

أثار مشروع القانون جدلا كبيرا، وبعد تأجيل نقاشه في الجمعية الوطنية (البرلمان) عدة أشهر نوقش القانون في شهر نوفمبر وبعد يومين من التداول الذي وُصف بـ«الساخن» مُرِّر القانون بإغلبية 85 صوتا من قِبل نواب الأغلبية (من أصل 157 نائبا، هي عدد نواب البرلمان)، وصوت نائب واحد بالحياد، بينما لم يصوت ضده أي نائب، وذلك نتيجة انسحاب نواب المعارضة (28 نائبا من أصل 157) من الجلسة المخصصة له احتجاجا على مشروع القانون.

وقد دافع الوزير ولد بيّه عن مشروع القانون وقال إنه يأتي في وقت مناسب لسد الثغرات التي تم رصدها في المنظومة الجنائية، من أجل تمكين الممارسين من قضاة ومحققين من آليات قانونية واضحة لفرض سيادة القانون واحترام قيم الجمهورية. فيما اعتبره الكثيرون انتكاسة لحرية التعبير في البلاد.

### أزمة وثيقة أحمد ولد هارون
في يونيو 2021 خرجت مقاطع صوتية مسربة منسوبة للمستشار الفني لولد بيّه أحمد ولد هارون ولد الشيخ سيديا ينتقد فيها بشدة أداء نظام الرئيس محمد ولد الغزواني وطريقة تعاطيه مع أهم الملفات التي تواجهه، وبعد أن أثارت المقاطع المسربة ضجة كبيرة عقب تدوالها على نطاق واسع، أقدم مجلس الوزراء على إقالة المستشار المذكور، ليخرج الأخير في برنامج تلفزيوني بعدها بأسابيع قال فيه إنه اطلع على وثيقة رسمية مختومة في مكتب الوزير بن بيه تُثبت تورط مسؤولين كبار في قضية تهريب ملايين الدولارات، وأن الوزير أحالها إلى الوزير الأول ولد بلال الذي أرسلها بدوره للرئيس غزواني، وهناك أوقف التحقيق فيها.

أوقف ولد هارون من قِبل الشرطة بعد ساعات من تصريحاته التي أثار جدلا كبيرا في الأوساط الإعلامية المحلية، قبل أن يُطلق سراحه بعد نحو 36 ساعة من اعتقاله. وأصدرت وزارة العدل بيانا رسميا نشر على الوكالة الموريتانية للأنباء (الوكالة الحكومية الرسمية) تنفي فيه ادعاءات المستشار، وترفض وتستنكر ما أسمته «الطابع التحاملي المخالف للقانون» لتصريحاته، مدعية أن الأمر لا يزيد على مجرد إبلاغ روتيني بمعلومات وردت في تصريحات متهمين في مرحلة بحث ابتدائي، وألمحت إلى أن الوثيقة متعلقة بقضية اختفاء مبالغ من العملات الأجنبية الصعبة من إحدى خزانات البنك المركزي قبل نحو عامين، في قضية منفصلة بُتّ فيها قانونيا، ولم تكن سرية، بل هزت الرأي العام وقتها بشدة.
| «الأمر لا يزيد على مجرد إبلاغ روتيني بمعلومات وردت في تصريحات مشتبه بهم، في مرحلة بحث ابتدائي، وقد تم التوجيه وقتها بالتحقيق في تلك المعلومات على صعد مختلفة، ومن خلال عدة جهات، بشكل فعال.» |
| —من بيان وزارة العدل الذي نشرته الوكالة الموريتانية للأنباء الرسمية (22 أكتوبر 2021) |

## وصلات خارجية
- صفحة وزير العدل على موقع الوكالة الموريتانية للأنباء (وما)